# Forçamento radiativo

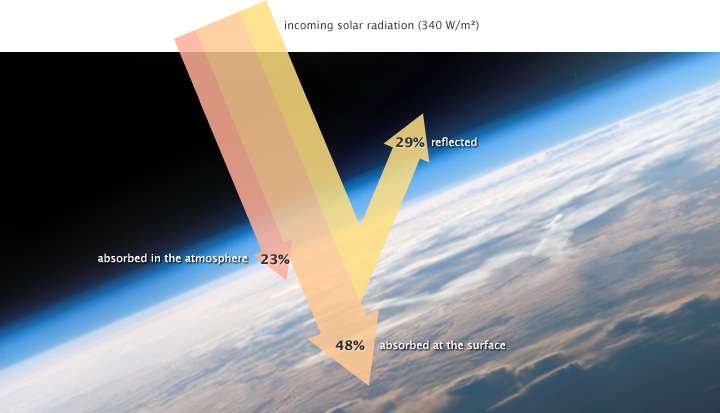
A Terra recebe uma quase constante radiação solar incidente de cerca de 340 W por metro quadrado.

Forçamento radiativo ou forçagem radiativa é a diferença entre a radiação solar absorvida pela Terra e a energia radiada de retorno. É uma perturbação do equilíbrio da energia incidente e da energia emergente do planeta Terra. É medida por watts/m²/período. Pode ser positiva, e aí causa o aquecimento da troposfera e da superfície da Terra, ou negativa, causando o resfriamento da troposfera e da superfície da globo terrestre. Trata-se assim da base científica para o efeito de estufa verificado nos planetas, e tem um papel importante nos modelos computacionais do balanço energético da Terra, e modelos climáticos.